# Salario

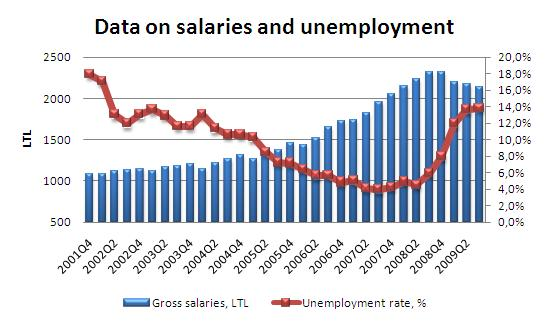
Evolución del salario y el desempleo en Lituania (2001-2009). La relación entre salario y desempleo es inversa, el pleno empleo contribuye a la mejora generalizada de salarios, condiciones de trabajo, consumo y demanda agregada; cifras altas de desempleo suponen el empeoramiento de salarios así como del resto de indicadores.

El salario, sueldo, paga o remuneración (también llamado soldada o estipendio) es la suma de dinero que recibe de forma periódica un trabajador de su empleador por una jornada laboral determinada o por el desempeño de una tarea específica o fabricación de un producto determinado. El pago puede ser mensual, semanal o diario, y en este último caso recibe el nombre de «jornal», derivado del vocablo: «jornada».
Legalmente, se considera salario la totalidad de las percepciones económicas de los trabajadores —en dinero o en especie— por la prestación profesional de los servicios laborales por cuenta ajena, ya retribuyan el trabajo efectivo, cualquiera que sea la forma de remuneración, o los periodos de descanso computables como de trabajo. Por lo tanto, se excluye al trabajador por cuenta propia (el autónomo). Asimismo, el sueldo no solo retribuye el «trabajo efectivo», sino también los periodos de descanso computables como de trabajo: descanso semanal, fiestas laborales, permisos retribuidos y vacaciones anuales. La amplitud de la noción legal de salario permite afirmar la existencia de una presunción iuris tantum de que todo (la «totalidad») lo que recibe el trabajador le es debido en concepto de salario.

## Etimología

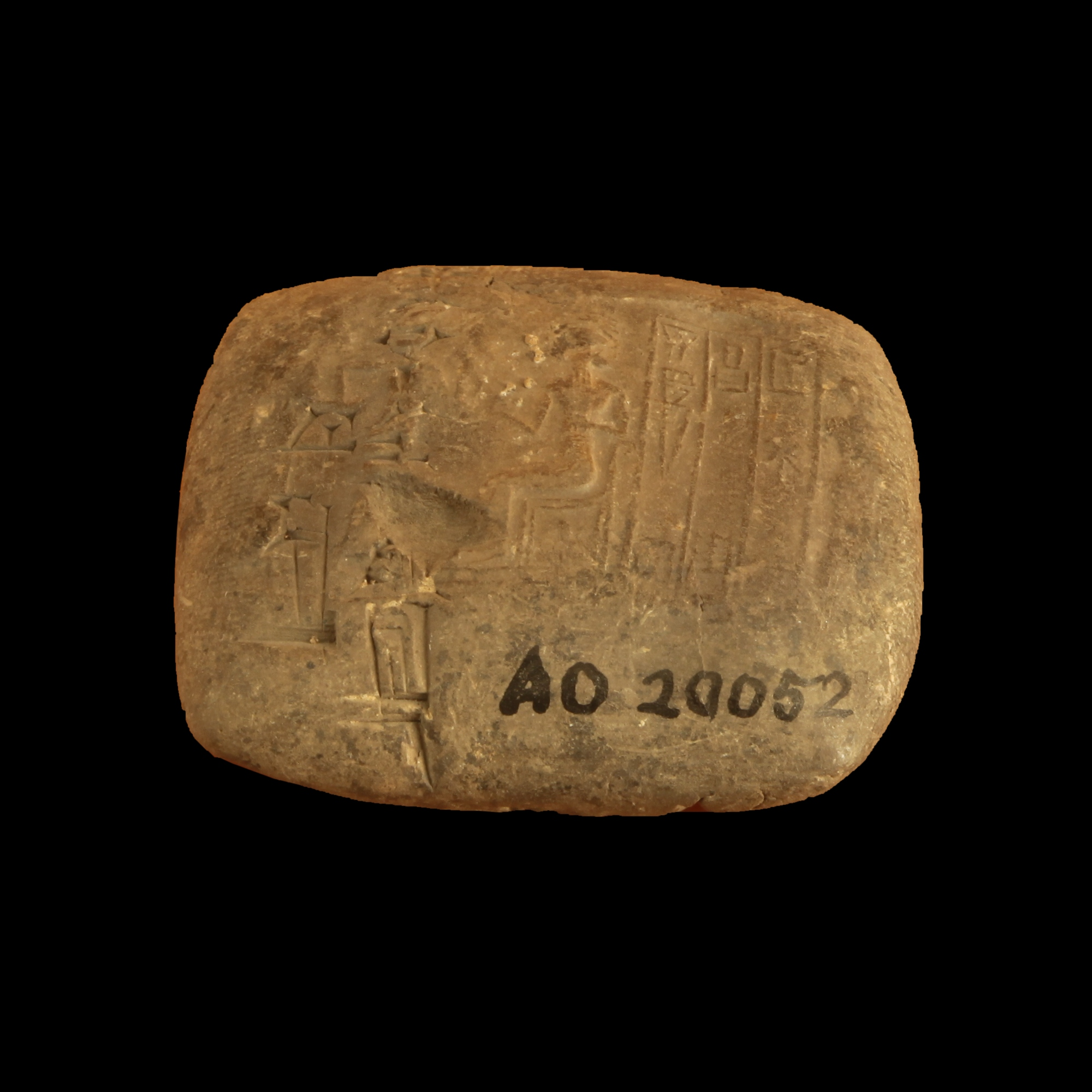
Anotación de salarios diarios sellados por un alto funcionario, Ur, antigua ciudad del sur de Mesopotamia.

Del latín salarium, sustantivo neutro de salarius, "de o perteneciente a la sal". La conexión semántica entre ambas palabras es incierta. Durante los siglos XVIII y XIX, varios autores propusieron una abreviación de la locución salārium argentum ("plata salada" o "dinero de sal"), pero esta frase no se encuentra atestiguada. La etimología popular más extendida es aquella que explica esta locución como "dinero hecho de sal", suponiendo que la paga de los soldados romanos consistía en sal debido a su alto precio; esta afirmación no tiene ninguna base histórica, debido tanto a que no se encuentran registrados pagos hechos total o parcialmente con sal en la antigüedad clásica, como a que el valor de la sal era mucho menor que el de los metales preciosos con el que se acuñaban monedas. Algunos autores modernos proponen en su lugar que la frase podría significar "plata para comprar sal [y varios otros productos]"; esta teoría es más plausible, aunque permanece sin una comprobación clara.

## Salario y condiciones laborales
El salario es una contraprestación que recibe el trabajador a cambio de la labor realizada para un empleador, la cuantía se establece en el contrato de trabajo. El salario se recibe principalmente en dinero, si bien puede contar con una parte en especie evaluable en términos monetarios. Siempre debe existir una remuneración en dinero, la retribución en especie es necesariamente adicional.

### Salario digno como derecho humano
Derechos económicos, sociales y culturales
Los Derechos económicos se consideran Derechos humanos:, el Pacto Internacional de Derechos Económicos, Sociales y Culturales (PIDESC) de 1966 establece en su artículo 7 que los trabajadores tendrán:

Artículo 7 PIDESC. Los Estados Partes en el presente Pacto reconocen el derecho de toda persona al goce de condiciones de trabajo equitativas y satisfactorias que le aseguren en especial:

a) Una remuneración que proporcione como mínimo a todos los trabajadores:

i) Un salario equitativo e igual por trabajo de igual valor, sin distinciones de ninguna especie; en particular, debe asegurarse a las mujeres condiciones de trabajo no inferiores a las de los hombres, con salario igual por trabajo igual;

ii) Condiciones de existencia dignas para ellos y para sus familias conforme a las disposiciones del presente Pacto;

b) La seguridad y la higiene en el trabajo;

c) Igual oportunidad para todos de ser promovidos, dentro de su trabajo, a la categoría superior que les corresponda, sin más consideraciones que los factores de tiempo de servicio y capacidad;

d) El descanso, el disfrute del tiempo libre, la limitación razonable de las horas de trabajo y las vacaciones periódicas pagadas, así como la remuneración de los días festivos.

La remuneración salarial y su incremento es uno de los aspectos de las condiciones de trabajo que más directamente ha sido reivindicado por los trabajadores. La Organización Internacional del Trabajo (OIT) ha luchado constantemente por establecer normas que garanticen y protejan el derecho de los trabajadores a percibir un sueldo justo. Según la Constitución de la OIT (1919) "la garantía de un salario vital adecuado" es uno de los objetivos cuya consecución es más urgente.
Los salarios representan algo muy diferente para trabajadores y empleadores. Para estos últimos, aparte de ser un elemento del costo, es un medio que permite motivar a los trabajadores. En cambio, para los trabajadores representa el nivel de vida que pueden tener, un incentivo para adquirir calificaciones y, por último, una fuente de satisfacción frente a la labor realizada. La negociación colectiva en la empresa o en el sector y un diálogo social tripartito en el plano nacional son las mejores vías para determinar el nivel de los salarios y resolver conflictos potenciales.

### Igualdad salarial
La igualdad salarial hace referencia al concepto según el cual los individuos que realizan trabajos similares (o labores con la misma productividad) deben recibir la misma remuneración, sin importar el sexo, raza, orientación sexual, nacionalidad, religión o cualquier otra categoría. Para ello, se parte del principio de igualdad ante la ley. El artículo 7 de Pacto Internacional de Derechos Económicos, Sociales y Culturales recoge la igualdad salarial.

## Topes salariales

### Salario mínimo
El salario mínimo es la remuneración mínima establecida legalmente en un país o territorio para cada periodo laboral (hora, día o mes), que los empleadores deben pagar a sus trabajadores por sus labores. Fue establecido por primera vez en Australia y Nueva Zelanda en el siglo XIX.

### Salario máximo
El salario máximo o retribución máxima, en relación con el salario y el salario mínimo, es la retribución máxima legal que puede recibir un trabajador por cuenta ajena y, en su caso, un representante político, un miembro de un gobierno, un inversor, un directivo o ejecutivo empresarial, un financiero e incluso un empresario. En algunas legislaciones se establece el límite o tope retributivo para cotizar en los sistemas públicos de seguridad social (desempleo, pensiones). Como consecuencia de la crisis de 2008 han surgido reivindicaciones de un límite salarial, salario máximo, o retribución máxima que realizan economistas, sindicatos, partidos políticos de izquierda e incluso desde proyectos económicos como la Economía del bien común. La cuantía del sueldo mínimo se utiliza para establecer el salario máximo.

## Salario y trabajo
El salario es el precio pagado por el trabajo. Los salarios son todos aquellos pagos que compensan a los individuos por el tiempo y el esfuerzo dedicado a la producción de bienes y servicios. Estos pagos incluyen no solo los ingresos por hora, día o semana trabajada de los empleados manuales, sino también los ingresos, semanales, mensuales o anuales de los profesionales y los gestores de las empresas. A los ingresos regulares pactados en los convenios colectivos hay que sumarles las primas y las pagas extraordinarias, las primas por riesgo, nocturnidad, índice de peligrosidad u horas extraordinarias, así como los honorarios de los profesionales liberales y la parte de los ingresos percibidos por los propietarios de negocios como compensación por el tiempo dedicado a su negocio.

### Teoría del valor-trabajo
La teoría del valor-trabajo (TVL, también teoría laboral del valor) es una teoría que considera que el valor de un bien o servicio depende de la cantidad de trabajo que lleva incorporado.

#### Teoría del valor-trabajo en economía política clásica
Adam Smith consideraba que el trabajo era la calidad de medida exacta para cuantificar el valor. Para él, el valor era la cantidad de trabajo que uno podía recibir a cambio de su mercancía. Los bienes podían aumentar de valor, pero lo que siempre permanece invariable es el trabajo. Esta teoría original tenía algunos problemas: 1) en el mercado no se puede saber cuánto trabajo incorporado tiene una mercancía 2) si el trabajo es la fuente de valor de las mercancías, cuando mejore el valor el obrero debería ser el que se vea beneficiado -cosa que no ocurría-. Para poder explicar los conceptos de beneficio y renta desarrolló una segunda teoría denominada Teoría de los costes de producción. David Ricardo desarrolló una teoría del valor-trabajo incorporado en su obra Principios de economía política y tributación (1817). Continuando a Smith, adopta la primera de sus dos teorías del valor y trata de explicar cómo funciona el beneficio en la sociedad capitalista, además, critica la definición que este daba sobre el patrón invariable que era el trabajo. El valor del trabajo, explica, también varía. Según lo expuesto por Adam Smith, las mercancías varían de valor pero el trabajo no, siendo el trabajo desgaste de energía, el aumento o reducción de costos de bienes de subsistencia, demandarían más trabajo para poder satisfacer las necesidades.

#### Teoría del valor-trabajo en Marx
La teoría del valor-trabajo de Karl Marx es distinta a la clásica. Su definición se encuentra en su obra El Capital, y sería parte de la base fundamental para entender el modo de producción capitalista. Para Marx la teoría del valor-trabajo es histórica y social -no permanente históricamente-. Solo se aplicaría a las economías mercantiles -la economía capitalista es un tipo de economía mercantil, por lo cual también se aplica a ella. Para Marx el trabajo no es 'valor' por naturaleza, es lo que produce valor exclusivamente por la organización social en el cual es empleado. Una característica intrínseca del trabajo es producir, crear, transformar, pero el hecho de que el valor de las mercancías se mida por la duración de la jornada laboral empleada en ellas se debe a la estructura social y las relaciones sociales de producción del capitalismo.

### Evolución histórica de productividad y renta per cápita
| Año  | Población  | Población ocupada | Horas trabajador año | Horas trabajador semana | Horas trabajador día | Productividad hora trabajada (dólares 1990) | PIB per cápita (dólares 1990) |
| ---- | ---------- | ----------------- | -------------------- | ----------------------- | -------------------- | ------------------------------------------- | ----------------------------- |
| 1785 | 12 681 000 | 4 915 000         | 3000                 | 62                      | 11                   | 1.29                                        | 1505                          |
| 1820 | 19 832 000 | 6 884 000         | 3000                 | 62                      | 11                   | 1.69                                        | 1756                          |
| 1870 | 29 312 000 | 12 285 000        | 2984                 | 61                      | 10.9                 | 2.64                                        | 3297                          |
| 1913 | 42 622 000 | 18 566 000        | 2624                 | 53                      | 10                   | 4.40                                        | 5032                          |
| 1950 | 50 363 000 | 22 400 000        | 1958                 | 40                      | 8                    | 7.86                                        | 6847                          |
| 2000 | 58 670 000 | 27 200 000        | 1489                 | 30                      | 6                    | 28.71                                       | 19 817                        |

La productividad se define como la relación entre la cantidad de productos obtenida por un sistema productivo y los recursos utilizados para obtener dicha producción.
El aumento de la productividad está asociado al crecimiento económico, si bien los rendimientos decrecientes afectan de manera significativa al uso de la mano de obra, tanto en su número -población empleada- como en su dedicación -jornada laboral-. En este contexto el salario no solamente tiene una relación directa con el valor del trabajo sino con el consumo y por tanto con la demanda agregada..
Históricamente el aumento de la productividad es el que ha permitido la reducción de la jornada de trabajo ante un requerimiento menor de mano de obra y la necesidad de aumentar el consumo y la demanda mediante el incremento de salarios para dar salida a los excedentes. En países exportadores de materias primas, habitualmente con baja productividad, se renuncia a la productividad a cambio de más población; en países industrializados se consigue una alta productividad con escasa mano de obra lo que promueve institucional e individualmente un mayor control del aumento de la población.
El aumento de la productividad es consecuencia del desarrollo de la tecnología, del aumento del denominado capital físico y la mejora del capital humano: mecanización, industrialización, implantación de tecnologías de la información y la comunicación; de la mejora en la gestión de recursos humanos; del aumento de la cualificación profesional y la formación de trabajadores así como de la implantación del sistema de gestión de la calidad y la intensificación del capital que reducen la necesidad de mano de obra intensiva. Joseph Stiglitz considera que un aumento en las horas trabajadas como resultado del crecimiento demográfico que no redunde en un aumento de la productividad impactará en el nivel de vida debido a que la mayor renta no tendrá un valor real de consumo por la menor cantidad de bienes o servicios producidos, según la fórmula (i de crec. de Producción = i de aum. de horas trabajadas + i de aum. de productividad). En ese sentido, en un contexto de productividad superior, para mantener niveles de crecimiento de la producción total en valores de equilibrio, es necesario reducir la jornada, por cuanto resulta económicamente innecesario sobrepasar dichos niveles de crecimiento estable, en concordancia con una tendencia al desarrollo sostenible, y en un contexto de estancamiento demográfico.

## Salario base, salario nominal, salario real y salario social
Se denomina salario base a la parte fija de la remuneración de los trabajadores, sobre dicha base se suelen calcular las remuneraciones adicionales u  otros complementos salariales antigüedad -trienios-, peligrosidad, productividad, comisiones, etc.
El salario nominal es el salario expresado según el valor del dinero en un momento dado, sin hacer referencia alguna al nivel de precios.
El salario real es la remuneración teniendo en cuenta la capacidad adquisitiva del salario nominal en relación con salarios anteriores, normalmente referidos a otros años.
El salario social es el que se recibe de la administración cuando se está sin trabajo y se tienen un mínimo nivel económico o ingresos muy bajos o nulos. Se trata de una prestación económica periódica que garantiza, a las personas que carecen de recursos económicos suficientes para cubrir sus necesidades básicas, el complemento de sus ingresos hasta unos límites que en cada caso son calculados según el tamaño de la unidad económica de convivencia independiente.
Es conveniente no confundir el salario social con la renta básica universal que recibirían todos los ciudadanos.

### Nómina
Es el documento que se utiliza para contabilizar el valor bruto y neto devengado por cada empleado, donde se reflejan los diferentes apartados que constituyen el salario de cada trabajador. Constituye un documento oficial, y en el impreso de nómina deben figurar todos los datos fiscales de la empresa y del trabajador. Cada empleado debe recibir no solamente su cheque de pago, su ingreso bancario o en dinero en efectivo, sino también el documento de nómina que muestre el valor bruto devengado, las deducciones y el pago neto.
Existen pasos fundamentales que son comunes en la mayoría de las organizaciones. Uno de esos pasos, que se ejecuta al final de cada período de pago, consiste en la preparación de la nómina, debe mostrar los nombres y remuneraciones de todos los trabajadores. La información que se incluye en ese registro denominado nómina consiste en el salario autorizado para cada trabajador y el número de horas trabajadas, tomadas de las tarjetas de tiempo o de documentos similares. Después de separar las horas ordinarias (estructurales) de las extraordinarias (no estructurales), y de aplicar las tarifas apropiadas para cada categoría laboral existentes, se tiene el total del salario devengado. La retención en la fuente, el aporte al seguro social, el impuesto de la renta de las personas físicas, y cualquier otra deducción (anticipo, préstamo, etc) autorizada por el trabajador se registran minorando luego del valor devengado para obtener el valor neto a pagar.